# Giorgio Venturini
Giorgio Venturini, noto anche con lo pseudonimo di Giorgio Rivalta (1906 – Roma, 15 marzo 1984), è stato un produttore cinematografico, regista e sceneggiatore italiano.

## Biografia
Direttore del Teatro Sperimentale dei Guf di Firenze, è responsabile, con Fernando Mezzasoma, dell'allestimento dei nuovi studi cinematografici della Repubblica Sociale dopo l'8 settembre 1943, nei giardini della Biennale di Venezia.
Dopo la seconda guerra mondiale ha prodotto circa 30 film, fra cui L'ultima cena di Luigi Giachino, Gente così di Fernando Cerchio e diversi film di Vittorio Cottafavi.
Come regista ha utilizzato lo pseudonimo di Giorgio Rivalta.

## Filmografia

### Regie
- Il prigioniero del re (1954)
- La Venere di Cheronea (co- regia con Viktor Turžanskij) (1957)
- I cosacchi [4] (co- regia con Viktor Turžanskij) (1960)
- La leggenda di Enea (1962)

### Produzioni
- Gente così, regia di Fernando Cerchio (1948)
- Capitan Demonio, regia di Carlo Borghesio (1949)
- Superstizione, regia di Michelangelo Antonioni (1949) - cortometraggio
- L'ultima cena, regia di Luigi Giachino (1949)
- Il cavaliere di Maison Rouge, regia di Vittorio Cottafavi (1953)
- I Piombi di Venezia, regia di Gian Paolo Callegari (1953)
- Avanzi di galera, regia di Vittorio Cottafavi (1955)
- La vedova X, regia di Lewis Milestone (1959)
- La colonna infame, regia di Nelo Risi (1972)
- L'umanoide, regia di Aldo Lado (1979)
- Paulo Roberto Cotechiño centravanti di sfondamento, regia di Nando Cicero (1983)